# كولين ماكفارلين
كولين ماكفارلين (بالإنجليزية: Colin McFarlane)‏ مواليد 15 سبتمبر 1961 في لندن، إنجلترا، المملكة المتحدة، هو ممثل ومؤدي أصوات إنجليزي بدأ مسيرته الفنية عام 1984.

## الأعمال

### أفلام
- فارس الظلام

## روابط خارجية
- كولين ماكفارلين على موقع IMDb (الإنجليزية)
- كولين ماكفارلين على موقع ألو سيني (الفرنسية)
- كولين ماكفارلين على موقع ميوزك برينز (الإنجليزية)
- كولين ماكفارلين على موقع أول موفي (الإنجليزية)
- كولين ماكفارلين على موقع قاعدة بيانات الأفلام السويدية (السويدية)
- كولين ماكفارلين على موقع قاعدة بيانات الفيلم (الإنجليزية)
- كولين ماكفارلين على موقع كينوبويسك (الروسية)